# Meterana coeleno
Meterana coeleno là một loài bướm đêm trong họ Noctuidae.